# Östernäs, Karlskrona kommun
Östernäs är en ort i Ramdala socken i Karlskrona kommun i Blekinge län. Den klassades till 1995 som en småort och omfattade 1995 11 hektar och hade 55 invånare år 1995. År 2000 låg invånarantalet under 50 stycken och dess status som småort upphörde.